# Monumento natural Grutas del Palacio
Las Grutas del Palacio es un monumento natural que se encuentra protegido por el Sistema Nacional de Áreas Protegidas del Uruguay (SNAP). Se ubican en la localidad denominada Marincho, en el departamento de Flores, a 45 km de la ciudad de Trinidad y más de 200 km de Montevideo. Es parte del geoparque Grutas del Palacio e incluye en su territorio el Ecoparque Talice.
El 21 de mayo de 2013 fue decretado su ingreso al Sistema Nacional de Áreas Protegidas del Uruguay y al Sistema Global de Geoparques. Es el segundo geoparque de Sudamérica, después del de Araripe en Brasil.

## Ubicación
Está a 46 km al norte de la ciudad de Trinidad sobre la antigua Ruta Nacional N.º 3. 

## Geología
Constituye una formación natural de rocas sedimentarias, las que fueron depositadas hace unos 70 millones de años, datando así su sedimentación del Cretácico Superior. Geológicamente se corresponden a lo que en la literatura específica se ha denominado el Miembro del Palacio de la Formación Asencio, o también como geosuelo del Palacio de la Formación Mercedes, por distintos autores. Esta caverna constituye una peculiar formación geológica conformada por una coraza de areniscas ferrificadas, sustentada por decenas de estructuras columnares de unos dos metros de altura. Si bien la sedimentación de las arenas ocurrió en el Cretácico Superior, el proceso de endurecimiento o consolidación que las transformó en areniscas a través de un proceso de ferrificación sucedió durante el Terciario temprano. Posee un frente laberíntico de varios metros aunque solamente 40 son de fácil acceso al público.
La edad de formación de la caverna o gruta aún no ha sido determinada, aunque se están realizando estudios para determinarla. No obstante, se considera con relativo grado de certidumbre que debería tener al menos algunas decenas de miles de años.

## Usos
Se cree que fue utilizada por los aborígenes como morada; inclusive hay una leyenda indígena sobre su ocupación. 
El primer estudio geológico sobre los materiales de esta gruta pertenecen al Dr. Karl Walter que durante el período 1909-1938 estuvo al frente de la cátedra de Geología de la Facultad de Agronomía, siendo sus trabajos textos de consulta vigentes hoy en día.
En esta gruta no se han observado pinturas rupestres, a diferencia de lo que ocurre en la cercana localidad rupestre de Chamangá,